# Filtre CYGM

El patró CYGM en un sensor d'imatge en una perspectiva isomètrica.

A fotografia digital, el  filtre CYGM  és un arranjament de filtre de color alternatiu al filtre Bayer (GRGB). Igual que el filtre Bayer utilitza un mosaic de filtres de píxels, però amb els colors cian, groc, verd i magenta, i així, també requereix desfer el mosaic per produir una imatge a ple color.
El CYGM dona una informació de luminància més exacta que el filtre Bayer, per tant té un rang dinàmic més ample, però a costa de l'exactitud del color.
El filtre CYGM és molt menys comú que el filtre Bayer. Els CCDs que el fan servir inclouen el Sony ICX252AK i el ICS252AKF de 3 megapíxels (que es van mostrar a l'octubre de 1999).
Les càmeres que l'usen inclouen diversos models de Canon del període 1999-2000, com ara la Canon PowerShot S10, l'original Canon Digital IXUS (juny de 2000), (encara que els models posteriors de l'IXUS van usar el filtre Bayer), el Cànon G1, les DSLRs Kodak DCS 620x i el DCS 720x, i diversos models de Nikon Coolpix.